# Коефіцієнт тертя

Схема дії сил при терті ковзання: W — сила притискання (наприклад, сила ваги), N — нормальна сила реакції опори, F — прикладена сила, що змушує тіло ковзати по поверхні, F_{f} — сила тертя ковзання.

Коефіціє́нт тертя́ — це величина, що характеризує силу опору від тертя між взаємодіючими тілами і зазвичай позначається μ, k або f. У залежності від виду тертя відрізняють і відповідний коефіцієнт тертя.

## Опис
Коефіцієнт тертя — характеристика, яка застосовується при виконанні технічних розрахунків, що характеризують фрикційні взаємодії двох тіл. У залежності від виду переміщення одного тіла по іншому розрізняють: коефіцієнт тертя при зсуві — ковзання і коефіцієнт тертя при коченні. У свою чергу, при ковзанні залежно від величини тангенціальної сили розрізняють коефіцієнт неповного тертя ковзання, коефіцієнт тертя спокою і коефіцієнт тертя ковзання. Всі ці коефіцієнти тертя можуть змінюватися в широких межах залежно від шорсткості і хвилястості поверхонь, характеру плівок, що покривають поверхні.

## Тертя ковзання
Коефіціє́нт тертя́ ковзання — відношення сили тертя ковзання {\displaystyle F_{f}} до нормальної сили N, що притискує тіла одне до одного.
Перші наукові міркування на тему тертя твердих тіл були виявлені в записах Леонардо да Вінчі. У них багато правильних тверджень, підкріплених розрахунками, наприклад, вказано на пропорційність опору тертя навантаженню на поверхні тіл, що труться і на те, що тіла з шорсткою поверхнею мають більший опір тертя. Таким чином, закон, згідно з яким сила тертя прямо пропорційна навантаженню, тобто
{\displaystyle F_{f}=\mu \cdot N}
був відкритий Леонардо да Вінчі, який вважав, що коефіцієнт тертя зазвичай дорівнює 0,25.
У 1699 році оригінальні роботи на тему тертя в щорічниках Французької королівської академії наук опублікував Г. Амонтон. Він знову відкрив забутий закон тертя Леонардо да Вінчі: сила тертя пропорційна навантаженню на поверхні, що труться, не залежить від розмірів тіл, а коефіцієнт тертя не змінюється і є рівним 0,3.
Вперше поняття про коефіцієнт тертя застосував Леонардо да Вінчі, пізніше Г. Амонтон, запропонувавши формулу
{\displaystyle \mu ={\frac {F_{f}}{N}}}

Коефіцієнт тертя кочення ; — асиметрична реакція поверхні кочення; — притискна сила; — сила тертя кочення

Інколи цю формулу помилково називають законом Кулона. Кулон запропонував абсолютно іншу формулу
{\displaystyle f=k+{\frac {{\mathrm {A} }_{0}}{N}},}
де k — коефіцієнт, залежний від властивостей поверхонь тіл;
{\displaystyle {{\mathrm {A} }_{0}}} — коефіцієнт зчеплення цих поверхонь.
Під поверхнею тертя розуміють номінальну поверхню твердого тіла, на якій здійснюється взаємодія твердих тіл при зовнішньому терті. Визначення сил і коефіцієнтів тертя має великий практичний і теоретичний інтерес. Відомо, наприклад, що значення коефіцієнта тертя із збільшенням гладкості поверхні зменшується, але при дуже високому ступені гладкості починає різко зростати. Із збільшенням гладкості зменшується значення когезійного компонента (когезія — зчеплення молекул (атомів, іонів) у фізичному тілі. Це зумовлене міжмолекулярною взаємодією і (або) хімічним зв'язком), тому що зменшується кількість нерівностей, які деформуються або зрізуються, але поступово починають зростати фактична площа контакту та коефіцієнт тертя.

## Тертя кочення
Для тертя кочення коефіцієнт тертя кочення дорівнює відношенню моменту тертя кочення Mt до притискової сили N. Цей коефіцієнт має розмірність в одиницях довжини (метр).
{\displaystyle f={\frac {M_{t}}{N}}}

## Коефіцієнти тертя ковзання частинок деяких мінералів у повітряному середовищі